# Tour d'Italie 1927
La 15e édition du Tour d'Italie s’est élancée de Milan le 15 mai 1927 et est arrivée dans la même ville le 6 juin. Long de 3 758 km, ce Giro a été remporté par l’Italien Alfredo Binda qui a remporté douze des quinze étapes.

## Équipes participantes
- Berrettini
- Bianchi
- Ganna
- Legnano
- Wolsit
- Indépendant

## Classement général
| Classement général final |                   |
| --- | ----------------- |
| \| 1. Alfredo Binda \| 144 h 15 min 35 s \| \| 2. Giovanni Brunero \| à 27 min 24 s \| \| 3. Antonio Negrini \| à 36 min 06 s \| \| 4. Ermanno Vallazza \| à 51 min 20 s \| \| 5. Giuseppe Pancera \| à 54 min 29 s \| \| 6. Arturo Bresciani \| à 1 h 10 min 03 s \| \| 7. Egidio Picchiottino \| à 1 h 11 min 54 s \| \| 8. Aleardo Simoni \| à 1 h 32 min 14 s \| \| 9. Luigi Giacobbe \| à 1 h 57 min 49 s \| \| 10. Aristide Cavallini \| à 2 h 05 min 44 s \| \| 266 partants, 80 arrivés \| \| |                   |
| 1. Alfredo Binda | 144 h 15 min 35 s |
| 2. Giovanni Brunero | à 27 min 24 s     |
| 3. Antonio Negrini | à 36 min 06 s     |
| 4. Ermanno Vallazza | à 51 min 20 s     |
| 5. Giuseppe Pancera | à 54 min 29 s     |
| 6. Arturo Bresciani | à 1 h 10 min 03 s |
| 7. Egidio Picchiottino | à 1 h 11 min 54 s |
| 8. Aleardo Simoni | à 1 h 32 min 14 s |
| 9. Luigi Giacobbe | à 1 h 57 min 49 s |
| 10. Aristide Cavallini | à 2 h 05 min 44 s |
| 266 partants, 80 arrivés |                   |

## Étapes
| Étape     | Date     | Villes étapes             | km  | Vainqueur d'étape   | Leader du classement général |
| 1re étape | 15 mai   | Milan – Turin             | 288 | Alfredo Binda       | Alfredo Binda                |
| 2e étape  | 17 mai   | Turin - Reggio d'Émilie   | 321 | Alfredo Binda       | Alfredo Binda                |
| 3e étape  | 19 mai   | Reggio d'Émilie - Lucques | 207 | Alfredo Binda       | Alfredo Binda                |
| 4e étape  | 20 mai   | Lucques - Grosseto        | 240 | Domenico Piemontesi | Alfredo Binda                |
| 5e étape  | 22 mai   | Grosseto - Rome           | 257 | Alfredo Binda       | Alfredo Binda                |
| 6e étape  | 23 mai   | Rome - Naples             | 256 | Alfredo Binda       | Alfredo Binda                |
| 7e étape  | 24 mai   | Naples - Avellino         | 153 | Alfredo Binda       | Alfredo Binda                |
| 8e étape  | 26 mai   | Avellino - Bari           | 271 | Alfredo Binda       | Alfredo Binda                |
| 9e étape  | 27 mai   | Bari - Campobasso         | 243 | Alfredo Binda       | Alfredo Binda                |
| 10e étape | 29 mai   | Campobasso - Pescara      | 220 | Alfredo Binda       | Alfredo Binda                |
| 11e étape | 30 mai   | Pescara - Pesaro          | 218 | Arturo Bresciani    | Alfredo Binda                |
| 12e étape | 1er juin | Pesaro - Trévise          | 305 | Alfredo Binda       | Alfredo Binda                |
| 13e étape | 2 juin   | Trévise - Trieste         | 208 | Giovanni Brunero    | Alfredo Binda                |
| 14e étape | 4 juin   | Trieste - Vérone          | 275 | Alfredo Binda       | Alfredo Binda                |
| 15e étape | 6 juin   | Vérone - Milan            | 291 | Alfredo Binda       | Alfredo Binda                |

## Sources
- (nl) Cet article est partiellement ou en totalité issu de l’article de Wikipédia en néerlandais intitulé « Ronde van Italië 1927 » (voir la liste des auteurs).